# Sahaba
No islamismo o termo sahaba (ou asahaaba; em árabe: الصحابه) refere-se aos muçulmanos que estiveram na presença física do profeta islâmico Maomé. A forma singular da palavra é sahaabi, e significa "amigo", "companheiro". 
As duas grandes denominações islâmicas, isto é, os sunitas e os xiitas, têm visões diferentes do papel dos testemunhos dos asahaba, além de utilizarem hádices distintas para compreendê-los.
Não correspondem à figura do santo no catolicismo, embora em torno de alguns deles se tenha formado um verdadeiro culto popular, que é contestado por algumas correntes muçulmanas que o consideram como uma forma de idolatria. Também não devem ser vistos com equivalentes ao apóstolos de Jesus, visto que o profeta Maomé não concedeu a um número restrito de pessoas um estatuto especial. Em termos numéricos mais de cem pessoas são consideradas como integrantes dos sahaba.
Fazem parte dos sahaba:
- um grupo de dez companheiros mais próximos de Maomé, no qual se incluem os quatro primeiros califas (Abacar, Omar, Otomão e Ali);
- os muhajirun, ou seja, aqueles que deixaram Meca para se instalarem em Medina num movimento migratório conhecido como a Hégira;
- Os ansar, os crentes de Medina;
- Os badriyun, os que lutaram na Batalha de Badr.